# Uhnin
Uhnin – wieś w Polsce położona w województwie lubelskim, w powiecie parczewskim, w gminie Dębowa Kłoda. 
| SIMC    | Nazwa            | Rodzaj    |
| ------- | ---------------- | --------- |
| 0011535 | Uhnin Białkowski | część wsi |
| 0011541 | Uhnin Sosnowski  | część wsi |
| 0011558 | Uhnin Ścienny    | część wsi |

Wieś królewska w starostwie parczewskim województwa lubelskiego w 1786 roku. W latach 1975–1998 miejscowość administracyjnie należała do województwa bialskopodlaskiego.
Wieś stanowi sołectwo w gminie Dębowa Kłoda. Według Narodowego Spisu Powszechnego z roku 2011 wieś liczyła 600 mieszkańców.

## Historia
Najstarsze ślady osadnictwa na obszarze, gdzie współcześnie położony jest Uhnin, pochodzą z wczesnego średniowiecza. W trakcie trwania prac archeologicznych odkryto tu grodzisko. 
Fundacja Uhnina nastąpiła w 1530 roku. Z tego roku pochodzi przywilej królewski. Nowo założona osada królewska należała do starostwa parczewskiego. Wieś nazywano Huwnin lub Uwnyn; podczas lustracji w 1565 roku zapisano ją jako Hunyn. Nazwa Uhnin utrwaliła się w 1626 roku. 
W 1565 roku wieś liczyła 38 rodzin kmiecych, w jej obrębie mieszkało czterech zagrodników. Mieszkańcy wsi byli zobowiązani do daniny pieniężnej lub w naturze na rzecz starosty, zagrodnicy zaś po 24 grosze. Ponadto w przypadku przejazdu przez wieś orszaku królewskiego mieszkańcy zobligowani byli do płacenia daniny na tę okoliczność. Obszar wsi wynosił 11,5 łana ziemi. 
W XVII–XVIII wieku Uhnin podupadł na skutek konfliktów zbrojnych. Według danych z lustracji z 1661 roku na obszarze mieszkało 5 kmieci, 5 zagrodników. We wsi nie było karczmy i młyna. Z dawnych 9,5 łanów ziemi uprawiało się 1,5 łana. Do obowiązków mieszkańców należało: oddawanie 2 korców owsa, jednego kapłona, 1 gęsi i 15 jaj rocznie, praca na polach folwarcznych 2 dni w tygodniu z każdego uprawianego półłanka i 4 dni z całego łana. Wieś posiadała przywilej wybraniectwa użytkowany przez rodzinę Opałków. W 1676 roku Uhnin liczył 45 mieszkańców, według danych za 1718 rok – 7 rodzin chłopskich. W drugiej połowie XVIII wieku liczba mieszkańców zaczęła wzrastać.
W 1795 roku status Uhnina został zmieniony na wieś rządową. W 1827 roku wieś posiadała 61 domów i 349 mieszkańców. Dekadę później na jej obszarze utworzono dobra ziemskie nazwane dobrami Uhnin. Nadano je generałowi Kruzensternowi. W skład dóbr weszły Białka z jeziorem, wójtostwo Białka, sołtysostwo Uhnin, folwark Uhnin, pustka Sojka, wsie Uhnin, Białka i Nietiahy. W drugiej połowie XIX wieku Uhnin (zapisywany także jako Unin) wraz z folwarkiem należał do gminy Dębowa Kłoda.
Według danych spisu ludności w 1921 roku wieś liczyła 81 domów i 466 mieszkańców, w tym 98 katolików, 282 prawosławnych i 86 Żydów. W dwudziestoleciu międzywojennym składała się z Uhnina I, II i III. W 1923 roku ustalono, że wspólnych pastwiskach mogą się paść po 3 konie i po 6 krów z każdego numeru, za złamanie rozporządzenia groziła kara. Liczący 60 ha majątek Uhnina upaństwowiono, wydzierżawił go Włodzimierz Łysińskia po II wojnie światowej w jego obrębie utworzono Państwowe Gospodarstwo Rolne.
W latach osiemdziesiątrych PGR Uhnin liczyło ok. 1 200 ha. W 1992 powstała pierwsza na lubelszyźnie spółka pracowników PGR która zawarła z ANSK (Agencja Nieruchomości Skarbu Państwa, obecnie Agencja Nieruchomości Rolnych) umowę dzierżawy gruntów b. PGR.
W latach 1912–1938 w Uhninie znajdowała się cerkiew prawosławna, zniszczona w czasie akcji burzenia cerkwi na Chełmszczyźnie.
Wierni Kościoła rzymskokatolickiego należą do parafii Najświętszego Serca Jezusowego w Dębowej Kłodzie.